# Frederik I van Sommerschenburg
Frederik I van Sommerschenburg (ca. 1060 - 18 augustus 1120/1121) was een Saksische edelman.

## Biografie
Frederik was graaf van Sommerschenburg, Hassegau, Nordthüringengau en de Derlingau. Ook was hij paltsgraaf van Saksen (1097) en voogd van Schöningen. Zijn eigen bezit, vooral bij Lauchstädt, Allstedt en de Kyffhäuser, verwierf hij na strijd met zijn oom en neven. Frederik was een bondgenoot van de aartsbisschop van Maagdenburg en hij was voortdurend in conflict met de markgraven van de Noordmark uit het geslacht van Stade. 
In 1111 was hij aanwezig in Rome bij de kroning van keizer Hendrik V. Toen de Saksische adel onder leiding van Gertrudis van Brunswijk, zich steeds sterker tegen de keizer ging verzetten, bleef hij de keizer nog enige tijd trouw. Maar in 1115 had hij ook het kamp van de opstandelingen gekozen. Hendrik nam hem daarop al zijn functies af. Op 11 februari 1115 was Frederik een van de leiders van de Saksen in de slag bij Welfesholz. Hier stond de keizer tegenover de Saksen en een leger opstandelingen uit Lotharingen. De slag was snel voorbij nadat de legeraanvoerder van de keizer bij een overmoedige charge werd gedood. Het keizerlijke leger vluchtte en Hendrik had praktisch zijn macht in Saksen en Lotharingen verloren.
Frederik versloeg in 1118 zijn neven definitief door hun kasteel op de Kyffhäuser te veroveren. In de laatste jaren van zijn leven had hij een bemiddelende rol tussen de keizer en zijn tegenstanders.

## Familie
Frederik trouwde met Adelheid van Lauffen, weduwe en erfgename van Adolf von Hövel. Zij kregen de volgende kinderen:
- Frederik II van Sommerschenburg (ovl. 19 mei 1162), opvolger van zijn vader, gehuwd met Liutgard van Stade die van hem scheidde om te kunnen trouwen met Erik III van Denemarken. Vader van Adalbert en Adelheid.
- Adelheid, getrouwd met Gosewijn II van Valkenburg

Bekende voorouders van Frederik:
- Adalbert Seveke van Sommerschenburg (ca. 1025 - voor 1088) en Oda van Goseck (ca. 1035 - Zorbau, 1088)
  - Frederik van Goseck (ca. 1000 - 1042) en Agnes van Weimar. Frederik was paltsgraaf van Saksen.

Bekende voorouders van Adelheid:
- Hendrik van Lauffen en Ida van Werl 
  - Arnold van Lauffen en Adelheid van Nellenburg
    - Hendrik I van Lauffen
      - Poppo I van Lauffen

    - Everhard van Nellenburg en Ita van Altdorf (ca. 1025 - ca. 1105)

  - Bernard van Werl (ca. 983 - na 1027)
    - Herman I van Werl (ca. 950 - 985/986) en Gerberga van Bourgondië